# Fur Bryghus
Fur Bryghus er et bryggeri, der ligger på Furs nordvestlige spids, Knuden.
Fur Bryghus og Restaurant Bryghuset er indrettet i rød træbygning fra 1926. I 1997 blev det 128 hektar store areal og den gamle træbygning overtaget af den nuværende ejer, Mildred Fog. I 2004 var bygningen omdannet til et moderne mikrobryggeri med tilhørende restaurant og bryghuset blev indviet torsdag den 30. september 2004. Fur Bryghus producerer pt. ca. 400.000 liter Fur øl, som sælges over hele landet.

## Træbygningens historiske baggrund
Bygningen blev rejst i forbindelse med den voksende molerproduktion. ”Møllen” blev den kaldt i daglig tale, da der i bygningen var opstillet en stor kværn, som knuste den opgravede moler. Moleret kom til ”Møllen” på tipvogne trukket af et af to damplokomotiver, der kørte på et skinnenet, der gik ud i molergravene. Når den bearbejde moler skulle videre fra ”Møllen” blev det via skinnenettet kørt til en stor udskibningsbro, der strakte sig ud i fjorden og derpå lastet på skibe.
Til damplokomotiverne hørte en remise og en smedje. En plads til kul var der også og naturligvis en brønd, for damplokomotiver er storforbrugere af vand. Senere blev et stor udendørs knuseanlæg opført og i selve bygningen blev der opsat en ovn. Fabrikkens produktion blev indstillet i begyndelsen af 1980'erne, hvorefter bygningerne fik lov at stå.

## Øltyper
- Fur Ale
- Fur Bock
- Fur Christmas Ale
- Fur Hvede
- Fur Lager
- Fur Pale Ale
- Fur Porter
- Fur IPA
- Fur Renæssance
- Fur Sommer Ale
- Fur Steam Beer
- Fur Schwartzbier
- Fur Julebryg
- Fur Påskebryg
- Fur Barley Wine
- Fur Alkoholfri Ale’s
- Vulcano Classic
- Vulcano Julebryg
- Vucano Pale Ale
- Vulcano Pilsner
- Vulcano Påskebryg